# Lipkea stephensoni
Lipkea stephensoni is een neteldier uit de klasse Staurozoa en behoort tot de familie Lipkeidae. Lipkea stephensoni werd in 1933 voor het eerst wetenschappelijk beschreven door Carlgren.

## Beschrijving
Deze kleine gesteelde kwal groeit tot 1 cm in doorsnee en heeft bleek en transparant uiterlijk. Er zijn vier duidelijke ondoorzichtige witte lijnen die langs de zwemklok en in de mond lopen, omgeven door vier hoefijzervormige geslachtsklieren. De klok heeft ondoorzichtige witte vlekken. Verschillende lobben strekken zich uit vanaf de rand van de klok.

## Verdeling
Lipkea stephensoni is gevonden in de baai van Smitswinkel voor de kust van Kaapstad in minder dan 10 meter water.